# Rozpolcená srdce
Rozpolcená srdce (v anglickém originále The Heart of Me) je britsko-německý dramatický film z roku 2002. Režisérem filmu je Thadeus O’Sullivan. Hlavní role ve filmu ztvárnili Helena Bonham Carter, Olivia Williams, Paul Bettany, Eleanor Bron a Alison Reid. 

## Obsazení
| Helena Bonham Carter | Dinah        |
| Olivia Williams      | Madeleine    |
| Paul Bettany         | Rickie       |
| Eleanor Bron         | paní Burkett |
| Alison Reid          | Bridie       |
| Luke Newberry        | Anthony      |
| Tom Ward             | Jack         |
| Gillian Hanna        | Betty        |